# Schloss Reelsen

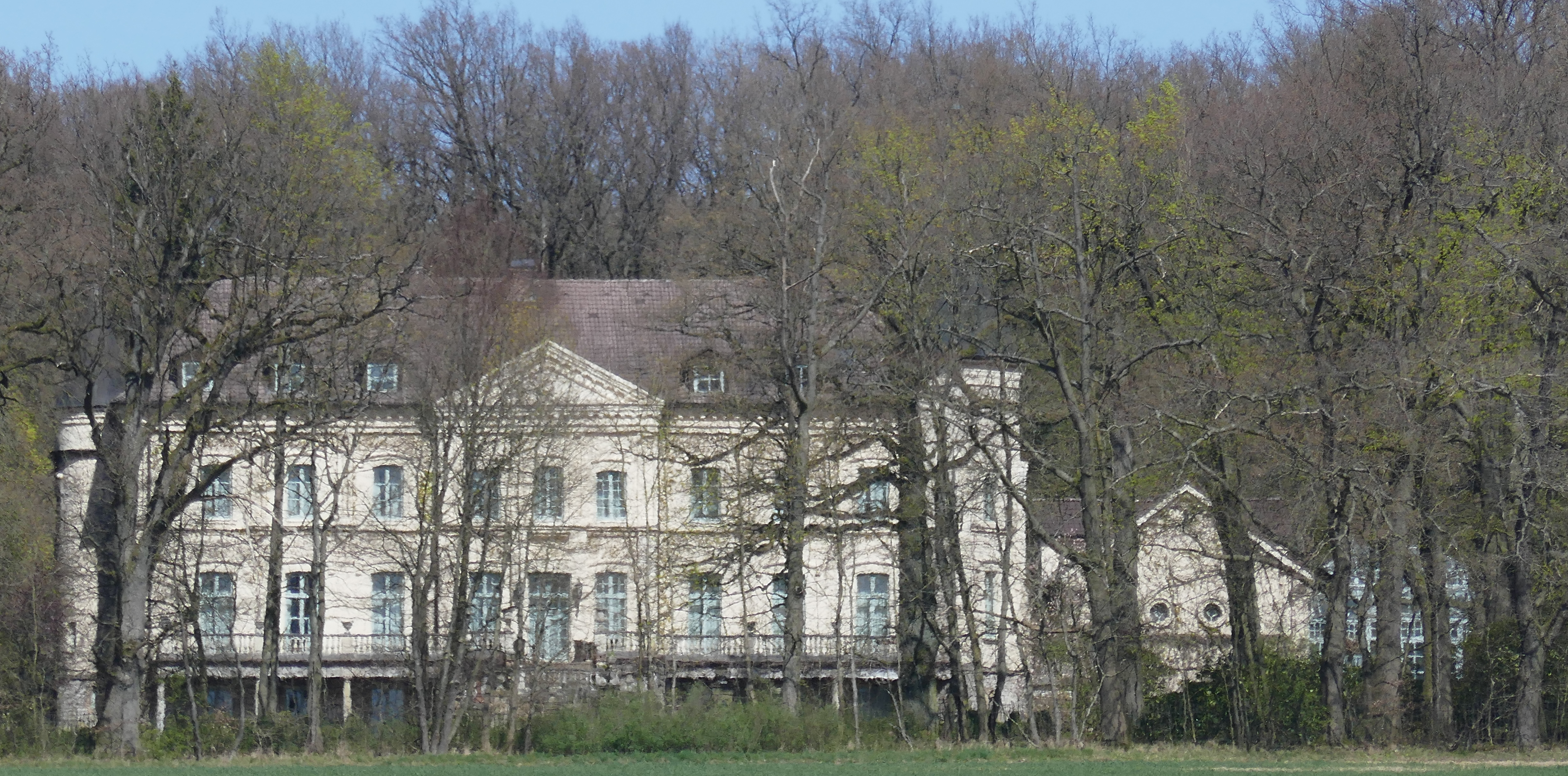
Schloss Reelsen

Das Schloss Reelsen ist ein von 1871 bis 1872 erbautes Herrenhaus in der ostwestfälischen Stadt Bad Driburg im Ortsteil Reelsen. Es befindet sich in Besitz der Familie Oeynhausen.

## Anlage und Gebäude
Das Grundstück liegt etwa einen halben Kilometer vom nördlichen Ortsausgang Reelsens entfernt. Von der Landstraße 954 führt eine abzweigende Kastanienallee zum Schloss. Das zweigeschossige Hauptgebäude weist Gestaltungselemente des Historismus auf.
Zur Anlage gehört auch ein etwa zwei Hektar großer Schlosspark, in dem sich mehrere barocke Skulpturen befinden, sowie eine Orangerie.

## Geschichte
1197 wurde erstmals eine Burg in Reelsen urkundlich erwähnt, die im Besitz der Grafen von Oyenhausen stand. Die Burg wurde vermutlich im Dreißigjährigen Krieg zerstört. 1871 begann dann der Bau des eigentlichen Schlosses. Eine Besichtigung des privat genutzten Gebäudes ist nicht möglich.